# بخش مرکزی شهرستان تویسرکان
بخش مرکزی شهرستان تویسرکان یکی از بخش‌های تابعه شهرستان تویسرکان در استان همدان در غرب ایران است.

## تقسیمات کشوری
- بخش مرکزی
  - دهستان حیقوق نبی
  - دهستان خرم‌رود
  - دهستان سیدشهاب
  - دهستان کرزان‌رود

نقاط شهری: تویسرکان و سرکان

## جمعیت
بنابر سرشماری مرکز آمار ایران، جمعیت بخش مرکزی شهرستان تویسرکان در سال ۱۳۹۵ برابر با ۸۹۷۴۲ نفر بوده‌است.
شهرستانه یکی از دره‌های واقع در کوهستان الوند است. 
این دره از زمین های آبرفتی روستای اشتران آغاز و در امتداد جادهٔ قدیمی همدان به تویسرکان از طریق گنج‌نامه، به روستای سی‌سانه، قلعه استیجان و قلعه تیمیجان و در انتها در بلندترین قسمت به روستای شهرستانه ختم می‌شود. امتداد این دره به جهت شمال شرقی به جنوب غربی است. برفراز درهٔ شهرستانه دو قله معروف قله کلاغ‌لان و قله دائم‌برف قرار گرفته‌اند و شیارهای متعددی از دامنه‌های دره به عمق آن کشیده شده و هر یک دره‌ای باصفا و پرآب و علف را شکل داده‌اند. خرم‌رود در این دره جریان دارد. ارتفاعات بالا دست مشرف به انتهای دره از زیستگاه‌های عمدهٔ کبک محسوب می‌شود. غار شهرستانه در انتهای این دره واقع شده‌است. اهالی روستاهای دره شهرستانه بیشتر به زراعت و باغداری می‌پردازند و خشکبار از جمله فرآورده‌های باغات این دره است